# 怒江风毛菊
怒江风毛菊（学名：Saussurea salwinensis）是菊科风毛菊属的植物，为中国的特有植物。分布在中国大陆的云南、西藏等地，生长于海拔3,500米至4,450米的地区，多生长于草甸、山坡灌丛或流石坡，目前尚未由人工引种栽培。